# Злота (гмина)
Злота (пол. Złota) — сельская гмина (волость) в Польше, входит как административная единица в Пиньчувский повет, Свентокшиское воеводство. Население — 4939 человек (на 2004 год).

## Демография
| Перепись                       | Всего   | Всего | Женщины | Женщины | Мужчины | Мужчины |
| ------------------------------ | ------- | ----- | ------- | ------- | ------- | ------- |
| Единицы                        | человек | %     | человек | %       | человек | %       |
| Население                      | 4939    | 100   | 2520    | 51      | 2419    | 49      |
| Плотность населения (чел./км²) | 60,5    | 60,5  | 30,8    | 30,8    | 29,6    | 29,6    |

## Археология
От населённого пункта Злота (Zlota) получила название археологическая культура Злота с шнуровой керамикой в лёссовых областях Польши в районе большой излучины Вислы (2200—1700 года до н. э.). Представлена обширными, обычно грунтовыми, могильниками со скорченными костяками (иногда в катакомбах). Интересны ритуальные захоронения коров, свиней и лошадей. Керамика представляет смешанные формы и стили различных групп шнуровой керамики культуры. Племена культуры Злота были оседлыми земледельцами и скотоводами.

## Соседние гмины
1. Гмина Чарноцин
2. Гмина Пиньчув
3. Гмина Вислица